# Dnepr-raket
Dnepr-raketen (ukrainska: Дніпро, translit. Dnipró; ryska: Днепр, translit. Dnepr) är en rymdfarkost som är döpt efter floden Dnepr. Farkosten är en konverterad ICBM som används för uppskjutning av artificiella satelliter i omlopp. Uppskjutningen drivs av uppskjutningsleverantören ISC Kosmotras. Den första uppskjutningen, som gjordes den 21 april 1999, placerade framgångsrikt UoSAT-12, en minisatellit som vägde 350 kg, och var avsedd för demonstration, i en 650km cirkulär låg omloppsbana.